# Benzilacetone
Il benzilacetone (nome IUPAC: 4-fenil-2-butanone) è un composto organico di formula C6H5CH2CH2CHO, dotato di un odore dolce e floreale e considerato il composto più attraente nei fiori (ad esempio il Coyote Tobacco, Nicotiana attenuata) e uno dei componenti volatili del cacao.
Può essere utilizzato come attrattivo per le mosche dei meloni (Bactrocera cucurbitae), nella profumeria, e come aroma per il sapone.
Può essere preparato mediante idrogenazione del benzilidenacetone.